# 天主教奥兰多教区
天主教奧蘭多教區（拉丁語：Diocesis Orlandensis）是美國一個羅馬天主教教區，屬邁阿密總教區。成立於1968年3月2日。
範圍包括佛羅里達半島東部九縣，教座位於奧蘭多。2009年有教友400,923人（佔轄區人口10.0%）、七十九個堂區、253名司鐸。現任教區主教為若望·吉拉德·努南。